# Ginger Molloy
Ginger Molloy   (Gisborne, 25 de desembre de 1937) és un antic pilot de motociclisme neozelandès que competí al Campionat del Món entre 1965 i 1970. Va guanyar un únic Gran Premi, el de l'Ulster de 1966 en la categoria de 250cc, pilotant una Bultaco TSS (fita que representà la primera victòria en un Gran Premi de la marca catalana). La seva millor temporada fou la de 1970, quan assolí el subcampionat mundial de 500cc darrere Giacomo Agostini.
Criat a Huntly, Molloy va jugar a rugbi amb l'equip Huntly United, on tenia per company el futur campió del món de motociclisme Hugh Anderson. Abans de viatjar a Europa el 1963, Molloy representà els col·legials de Nova Zelanda a la lliga de rugbi.

## Resultats al Mundial de motociclisme
Barem de puntuació de 1950 a 1968:
| Posició | 1 | 2 | 3 | 4 | 5 | 6 |
| Punts   | 8 | 6 | 4 | 3 | 2 | 1 |

Barem de puntuació de 1969 a 1987:
| Posició | 1  | 2  | 3  | 4 | 5 | 6 | 7 | 8 | 9 | 10 |
| Punts   | 15 | 12 | 10 | 8 | 6 | 5 | 4 | 3 | 2 | 1  |

(Ids. Grans Premis | Llegenda) (Curses en negreta indiquen pole; curses en  itàlica indiquen volta ràpida)
| Any  | Categoria | Equip    | 1     | 2     | 3     | 4     | 5     | 6     | 7     | 8      | 9     | 10    | 11    | 12    | 13    | Punts | Posició | Victòries |
| ---- | --------- | -------- | ----- | ----- | ----- | ----- | ----- | ----- | ----- | ------ | ----- | ----- | ----- | ----- | ----- | ----- | ------- | --------- |
| 1965 | 125cc     | Bultaco  | USA - | GER - | ESP - | FRA - | IOM - | DTT - |       | DDR -  | CSR - | ULS - | FIN - | NAT 6 | JPN - | 1     | 24è     | 0         |
| 1965 | 250cc     | Bultaco  | USA - | GER - | ESP - | FRA - | IOM - | DTT - | BEL - | DDR -  | CSR - | ULS 6 | FIN - | NAT 4 | JPN - | 4     | 20è     | 0         |
| 1966 | 250cc     | Bultaco  | ESP - | GER - | FRA - | DTT - | BEL - | DDR - | CSR - | FIN -  | ULS 1 | IOM - | NAT - | JPN - |       | 8     | 10è     | 1         |
| 1967 | 125cc     | Bultaco  | ESP - | GER - | FRA - | IOM - | DTT - | BEL - | DDR - | CSR -  | FIN - | ULS 6 | NAT - | CAN - | JPN - | 1     | 28è     | 0         |
| 1967 | 250cc     | Bultaco  | ESP 4 | GER - | FRA - | IOM - | DTT 6 | BEL 5 | DDR 5 | CSR -  | FIN - | ULS - | NAT 6 | CAN - | JPN - | 9     | 7è      | 0         |
| 1968 | 125cc     | Bultaco  | GER - | ESP 2 | IOM - | DTT 2 |       | DDR - | CSR - | FIN -  | ULS 4 | NAT - |       |       |       | 15    | 3r      | 0         |
| 1968 | 250cc     | Bultaco  | GER 2 | ESP 3 | IOM - | DTT - | BEL - | DDR 5 | CSR 6 | FIN 4  | ULS 4 | NAT - |       |       |       | 19    | 5è      | 0         |
| 1968 | 350cc     | Bultaco  | GER 4 |       | IOM - | DTT 2 |       | DDR 4 | CSR - |        | ULS - | NAT - |       |       |       | 12    | 5è      | 0         |
| 1969 | 125cc     | Bultaco  | ESP 7 | GER - | FRA 3 | IOM - | DTT 4 | BEL - | DDR - | CSR 8  | FIN - |       | NAT 7 | YUG - |       | 29    | 6è      | 0         |
| 1969 | 350cc     | Bultaco  | ESP 4 | GER - |       | IOM - | DTT - |       | DDR - | CSR 10 | FIN - | ULS - | NAT 8 | YUG - |       | 12    | 16è     | 0         |
| 1969 | 500cc     | Bultaco  | ESP 3 | GER - | FRA - | IOM - | DTT - | BEL - | DDR - | CSR -  | FIN - | ULS - | NAT - | YUG - |       | 10    | 26è     | 0         |
| 1970 | 250cc     | Yamaha   | GER - | FRA - | YUG - | IOM - | DTT - | BEL - | DDR - | CSR -  | FIN - | ULS - | NAT - | ESP 2 |       | 12    | 19è     | 0         |
| 1970 | 500cc     | Kawasaki | GER 5 | FRA 2 | YUG 7 | IOM - | DTT 4 | BEL - | DDR - |        | FIN 2 | ULS 2 | NAT 6 | ESP 2 |       | 62    | 2n      | 0         |